# Шевченко (посёлок, Великоновосёлковский район)
Шевче́нко (укр. Шевченко) — посёлок в Великоновосёлковском районе Донецкой области Украины.
Население по переписи 2001 года составляло 1200 человек. Почтовый индекс — 85522. Телефонный код — 6243. Код КОАТУУ — 1421286601.

## Промышленность
Вблизи посёлка Шевченко находится крупное месторождение лития. Шевченковское литиевое месторождение открыто в 1982 году Новомосковской ГРЭ КП «Южукргеология». Площадь месторождения 0,8 км2, мощность перекрывающих осадочных пород 70–130 м, запасы подсчитаны до глубины 500 м. В ГКЗ СССР утверждены промышленные запасы лития, также учитываются попутные элементы: ниобий, тантал, бериллий, рубидий.
Запасы Шевченковского месторождения составляют 13,8 млн. тонн литиевых руд.

## Местный совет
85522, Донецька обл., Великоновосілківський р-н, с-ще Шевченко, вул. Шевченка, 3 (укр.)